# Ludo Mich
Ludo Mich (Merksem, 27 mei 1945) is een Belgisch kunstenaar, filmmaker, dichter, beeldhouwer, schilder, performer en muzikant.

## Biografie
Ludovicus Michielsen ontmoette als veertienjarige Yves Klein tijdens een G 58-tentoonstelling in het Hessenhuis, nam een jaar later avondlessen bij de abstracte schilder René Guiette en assisteerde in 1962 tijdens zijn studies aan de Academie voor Schone Kunsten de avant-gardeschilder Floris Jespers, van wie hij bij zijn dood in 1965 olieverf en schildersezels erfde. In dezelfde periode hielp hij de jonge Vic Gentils bij het kapotslaan van piano’s voor assemblages en het maken van beeldhouwwerken.
In het begin van de jaren zestig, de periode waarin Fluxus ook in Antwerpen de grenzen tussen de beeldende kunsten en het dagelijks leven vervaagde, experimenteert Ludo Mich met woord en beeld en doet hij ‘zinloze acties’ op de tonen van vrije muziek en poëzie. Tijdens groepstentoonstellingen, die steeds gepaard gaan met happenings en performances, toont hij tekeningen, schilderijen en keramiek.
Wanneer hij in 1965 trouwt met modeontwerpster Ann Salens, gebruikt hij zijn interesse in licht, muziek en beweging voor de presentaties van haar collecties, die daardoor echte events worden. Zelf probeert hij de beweging te vatten in een handgetekend script bestaande uit eenvoudige figuurtjes dat ook een partituur, een theaterstuk of een internationale taal kan zijn. Daarnaast blijft hij experimentele performances doen in de openbare ruimte. Mich Elektriek loopt als wandelend beeldhouwwerk door de stad in een zilveren lichtjespak (1967), hij bespeelt de Michofoon, een rubberen slang met gaten (1967), biedt zichzelf op affiches te huur aan (1968), projecteert zijn eerste 16mm-films op gevels en laat foto-elektrische cellen muziek maken met schaduwen.
Eind jaren zestig ontstaat het verlangen om de vluchtigheid van deze acties vast te leggen en groeit de interesse in film. Deus Ex Machina (1969) is een kortfilm van twee naakte lichamen afgewisseld met animaties die in 1973 geselecteerd wordt voor de Biënnale van Parijs. De twee andere Belgische deelnemers zijn Chantal Akerman en Thierry Zéno. Arthur Is Fantastic (1970) wordt gefilmd in de kunstruimte Vacuum en portretteert de Amerikaanse muzikant Arthur Indenbaum, die beslist met zijn 140 kilo zware lichaam een sculptuur te worden. Saturnus (1971) is een surreëel sprookje op de gelijknamige planeet, gefilmd met een fisheye-lens, die voor het eerst wordt vertoond tijdens het Ludo Mich Festival in De Zwarte Panter, een drie dagen durend evenement met muziek en performances, waar mensen onder andere een stuk grond konden kopen op Saturnus.
Om zich beter te kunnen vertegenwoordigen in het groeiende internationale experimentele filmlandschap, richt Ludo Mich samen met Ben Mangelschots en Louis Goyvaerts in 1972 de Filmmakers Studio vzw op. Hun eerste filmproductie is een boek, “4”, gebaseerd op het script waaraan hij zes jaar eerder werkte. In september van datzelfde jaar organiseren ze het Eerste Filmgebeuren in Deurne, een festival dat een staalkaart wil bieden van wat er zich wereldwijd aan alternatieve cinema beweegt. Daarvoor slaagt Ludo Mich er onder andere in de Duitse cineasten Lutz Mommartz en Werner Herzog naar Antwerpen te halen. In 1974 wordt zijn kortfilm My Tailor Is Rich op verschillende internationale festivals vertoond. De hoofdrollen zijn voor tekenares-animatrice Nicole Van Goethem en muzikant Derroll Adams, kunstenaar Guillaume Bijl speelt een Duitse legerofficier. Dat de opnames van zijn films dikwijls het chaotische karakter blijven behouden van de happenings uit de jaren zestig, is het meest duidelijk in Lysistrata (1975). De volledig naakt gespeelde finale versie van deze klassieke Griekse komedie gaat in 1976 in première op het Filmfestival van Namen.
Vanaf 1978 leert Ludo Mich holografie kennen. Het luidt het begin in van een nieuwe fase in zijn artistieke oeuvre, waarin hij wetenschap en kunst verenigt, internationaal samenwerkt en lokaal tentoonstellingsprojecten initieert. In 1982 organiseert hij in Montevideo Licht, Holografie en Holoïsme, een totaalgebeuren met debatten, video-installaties en lasershows, een multidimensionaal overzicht van de wetenschappelijke geschiedenis van het licht. In 1985 opent hij samen met zijn partner Chantal Strubbe het Museum Voor Holografie in Antwerpen en richt hij Holoblad op, het eerste Europese tijdschrift voor holografie. Tussen 1985 en 1992 organiseert Ludo Mich talrijke holografische expo’s en geeft hij lezingen over heel Vlaanderen, terwijl ondertussen ook zijn ouder filmwerk een nieuw publiek blijft vinden.
Vanaf 1999 gaat de interesse in andere dimensies verder met tentoonstellingen over imaginaire sektes en artificiële intelligentie in de Conditionele Ruimte voor Andere Kunst, gevolgd door een Singulariteiten-expo rond multidimensies in het Fakkeltheater. In 2003 orkestreert hij een koor uit de 11de dimensie in zijn Superstrings tentoonstelling in De Branderij. Tijdens een performance wordt in 2005 de minotauruskop uit Lysistrata opnieuw opgegraven in de tuin van het voormalige ICC.
Vanaf 2006 ontstaat er een vernieuwde interesse in het werk van Ludo Mich onder invloed van de uitgave van zijn bijna 40 jaar oude filmmuziek door Ultra Eczema, het Antwerpse label van kunstenaar Dennis Tyfus. Daaruit ontwikkelen zich nieuwe lokale en internationale samenwerkingen. Zo speelt hij onder andere improvisatieconcerten met Sonic Youth gitarist Thurston Moore. In 2017 toont LLS Paleis De man die gronden op Saturnus verkocht, een retrospectieve tentoonstelling van het werk van Ludo Mich. Op 24 en 25 mei 2025 wordt zijn 80ste verjaardag gevierd met filmvertoningen en performances in het Antwerpse Filmhuis Klappei.